# Ceratophysella maya
Ceratophysella maya är en urinsektsart som beskrevs av Riozo Yosii 1962. Ceratophysella maya ingår i släktet Ceratophysella och familjen Hypogastruridae. Inga underarter finns listade i Catalogue of Life.